# Vig (Deense plaats)
Vig is een plaats in de Deense regio Seeland, gemeente Odsherred. De plaats telt 1515 inwoners (2008).
- International Standard Name Identifier: 0000 0001 2231 5503
- Virtual International Authority File: 156893153